# Montserrat Pujol i Clusella
Montserrat Pujol i Clusella (Sabadell, 27 d'abril de 1961) és una ex-corredora de tanques i ex-corredora de mitjana distància catalana. Va representar a Espanya als Jocs Olímpics d'Estiu de 1988, així com un Campionat del Món a l'exterior i un altre a l'interior.

## Trajectòria
L'any 1978 es convertí en la primera esportista catalana en obtenir un rècord del món, concretament el de 400 metres tanques en categoria júnior. L'any 2013 encara conservava la millor plusmarca espanyola en categoria júnior de tanques i l'absoluta de Catalunya dels 400 metres llisos, assolida el 1978, i dels 800 metres llisos en pista coberta, temps que aconseguí el 1981. També obtingué rècords estatals absoluts en 200 i 400 m. llisos, 100 i 400 m. tanques, i pentatló, a l'aire lliure; i de 50 i 60 m. tanques, i 300, 600, 800, 1.000 i 1.500 m. llisos en pista coberta. A més, retingué durant un temps els rècords de Catalunya dels 600 m. llisos, dels 4 × 400 m. llisos i del salt d'alçada.
A nivell estatal assolí guanyar el campionat d'atletisme a l'aire lliure fins en vuit ocasions (dues vegades en 400 m. llisos, dues en 800 m. llisos, una en 1.500 m. llisos, dues en 400 m. tanques i una en pentatló) i en pista coberta fins a sis vegades (dues en 400 m. llisos, tres en 800 m. llisos i una en 1.500 m. llisos). Fou internacional amb la selecció espanyola absoluta entre 1976, als 15 anys, fins al 1991, any de la seva retirada. Durant aquest període competí en 43 competicions internacionals, entre les quals els Jocs Olímpics de Seül (1988), quatre Campionats d'Europa a l'aire lliure (1978, 1982, 1986, 1990), quatre en pista coberta (1981, 1987, 1988, 1990) i un Campionat del Món en pista coberta (1987). El Comitè Olímpic Espanyol li atorgà el premi Olimpia.

## Competicions internacionals
| Representant Espanya | Representant Espanya                | Representant Espanya           | Representant Espanya | Representant Espanya | Representant Espanya |
| Any                  | Competició                          | Lloc                           | Posició              | Prova                | Temps                |
| -------------------- | ----------------------------------- | ------------------------------ | -------------------- | -------------------- | -------------------- |
| 1977                 | Campionat d'Europa júnior           | Donetsk, URSS                  | 5a (sf)              | 400 m.               | 54.62                |
| 1978                 | Campionat d'Europa                  | Praga, Txecoslovàquia          | 24a (h)              | 400 m. tanques       | 60.21                |
| 1979                 | Campionat d'Europa júnior           | Bydgoszcz, RP Polònia          | 12a (sf)             | 400 m.               | 55.91                |
| 1981                 | Campionat d'Europa en pista coberta | Grenoble, França               | 6a                   | 800 m.               | 2:06.13              |
| 1982                 | Campionat d'Europa                  | Atenes, Grècia                 | 13a (h)              | 400 m. tanques       | 58.06                |
| 1986                 | Campionat d'Europa                  | Stuttgart, Alemanya Occidental | 19a (h)              | 400 m tanques        | 58.14                |
| 1986                 | Campionat d'Europa                  | Stuttgart, Alemanya Occidental | 6a                   | 4 × 400 m. relleus   | 3:32.51              |
| 1986                 | Campionat Iberoamericà              | L'Habana, Cuba                 | 2a                   | 4 × 400 m. relleus   | 3:36.82              |
| 1987                 | Campionat d'Europa en pista coberta | Liévin, França                 | 5a                   | 800 m.               | 2:02.31              |
| 1987                 | Campionat del Món en pista coberta  | Indianapolis, Estats Units     | 10a (h)              | 800 m.               | 2:04.88              |
| 1987                 | Campionat del Món                   | Roma, Itàlia                   | 15a (h)              | 4 × 400 m relleus    | 3:32.01              |
| 1987                 | Jocs del Mediterrani                | Latakia, Síria                 | –                    | 400 m. tanques       | DNF                  |
| 1988                 | Campionat d'Europa en pista coberta | Budapest, Hongria              | 7a (sf)              | 800 m.               | 2:04.49              |
| 1988                 | Campionat Iberoamericà              | Ciutat de Mèxic, Mèxic         | 4a                   | 800 m.               | 2:04.19              |
| 1988                 | Campionat Iberoamericà              | Ciutat de Mèxic, Mèxic         | 2a                   | 4 × 400 m relleus    | 3:32.54              |
| 1988                 | Jocs Olímpics d'estiu               | Seül, Corea del Sud            | 21a (h)              | 800 m.               | 2:03.73              |
| 1989                 | Copa del Món                        | Barcelona, Catalunya           | 4a                   | 1500 m.              | 4:21.17              |
| 1990                 | Campionat d'Europa en pista coberta | Glasgow, Escòcia               | 8a                   | 1500 m.              | 4:33.87              |
| 1990                 | Campionat d'Europa                  | Split, RFS Iugoslàvia          | 14a (h)              | 1500 m.              | 4:15.72              |

## Millors marques personals

### Exterior
- 400 metres - 53.59 (Sittard, 1978)
- 800 metres - 2:00.56 (Sevilla, 1989)
- 1000 metres - 2:34.96 (Jerez, 1989)
- 1500 metres - 4:07.7 (Oslo, 1990)
- Una milla - 4:25.17 (Zuric, 1989)
- 400 metres tanques - 57.29 (Barcelona, 1982)

### Interior
- 800 metres - 2:02.31 (Liévin, 1987)
- 1000 metres - 2:44.61 (Madrid, 1990)
- 1500 metres - 4:09.48 (Sant Sebastià, 1990)